# 星匯居

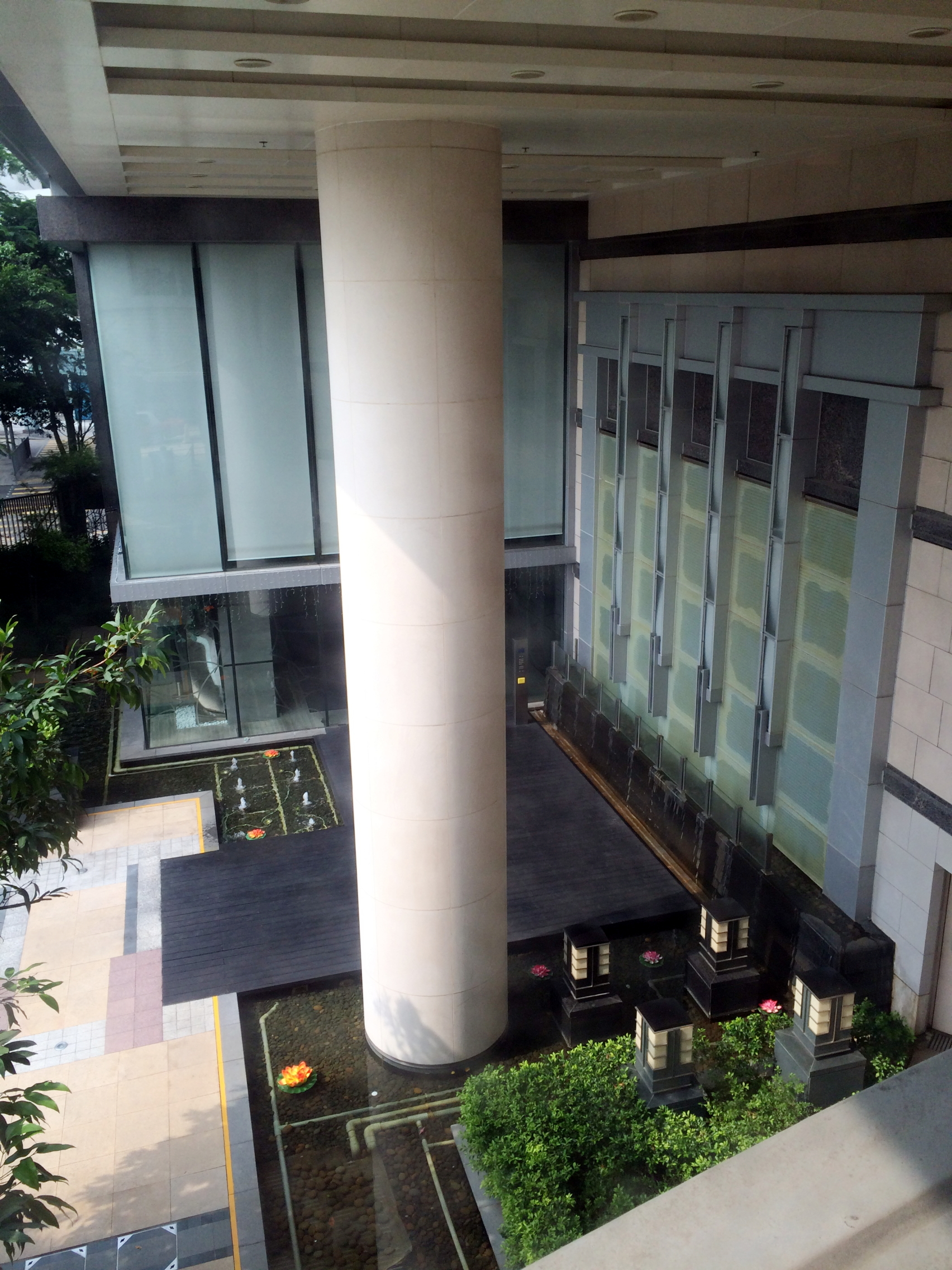
星匯居地下入口外設花園

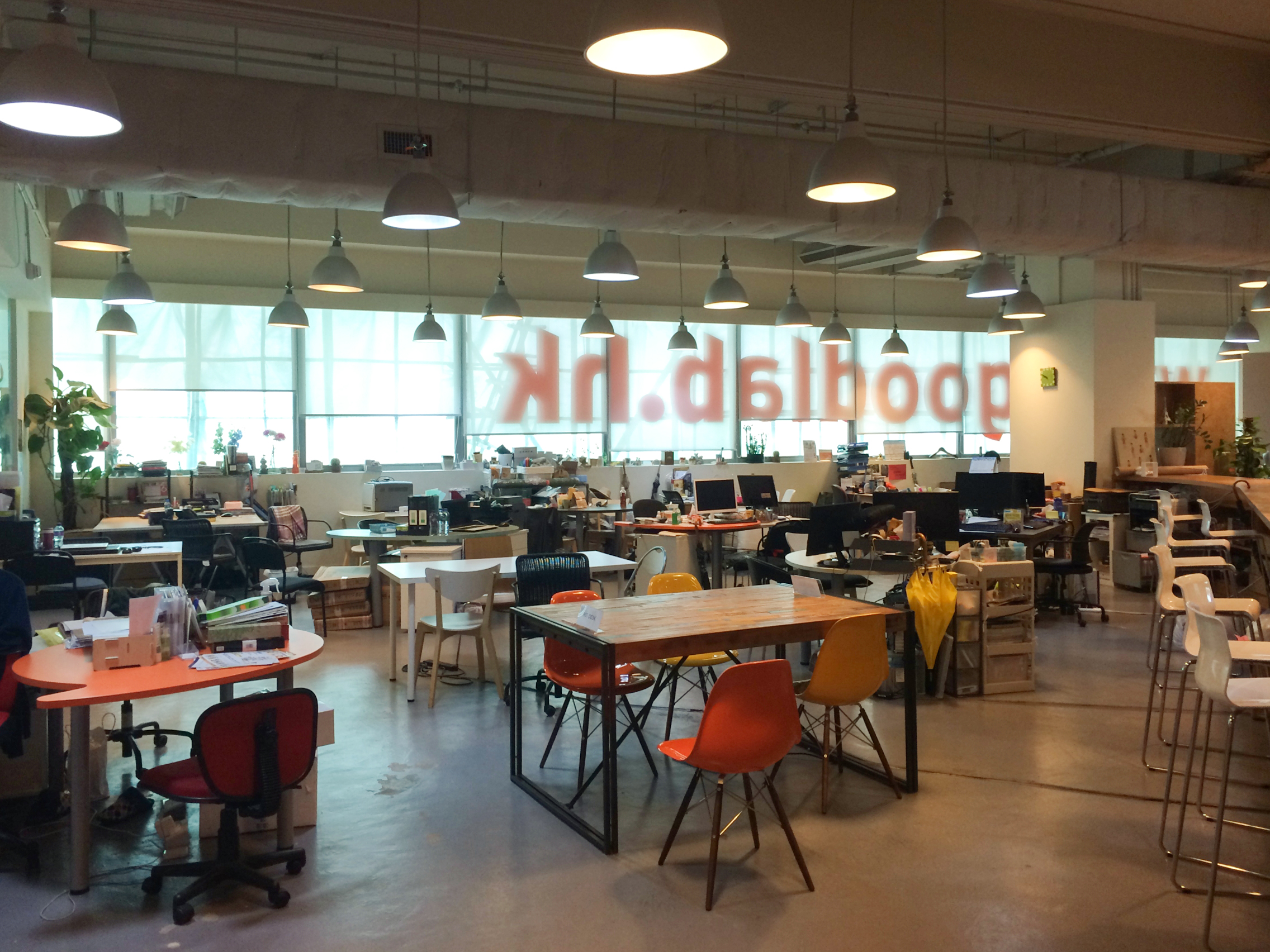
1樓The Good Lab好單位

星匯居（英語：The Sparkle），位於香港九龍長沙灣通州街500號，發展商為恒基兆業，管理公司為發展商旗下公司恒益物業管理。星匯居於2007年底首度開售，物業於2009年8月入伙。

## 住宅
物業樓高49層，設有400個單位，建築面積由約520至2,822方呎，間隔由兩房至四房不等，每户均設有露台，部分高層單位更可遠眺維港海景。單位間隔的賣點之一是高樓底，其中33樓及以上單位可享約10呎的特高樓底。45樓至49樓為行政樓層，單位用料升級，集中提供逾千呎大戶、相連及複式單位。

## 會所
星匯居住客會所CLUB VACATION，設有三個會所，包括有5樓閃漾會所(已關閉)、6樓水漾會所及49樓天際會所。
6樓閃漾會所設有30米長的室外泳池(連兒童嬉水池)、兒童遊戲室、室外兒童遊樂場、健身室及燒烤區。49樓天際會所設宴會廳及休閒區，可遠望維港海景。

## 商場
星匯居商場位於地下及1樓，20,000平方呎空間於2012年9月劃為香港首個社會創新基地The Good Lab好單位，仿照外國「Hub（中心）」的理念，邀讓有志創立社企人士租借共用工作空間 。單位內設活動室、劇場、會議室及無聲對話工作坊等，讓會員租用開會及活動。到2018年搬遷後，馬鞍峰香港教會進駐。

## 軼事

### 電視廣播有限公司廣告獎
星匯居廣告獲2008年TVB全年最受歡迎電視樓宇地產廣告獎。

## 外部連結
- 星匯居官方網頁
- 恒基兆業 （页面存档备份，存于）